# 中国人民解放军基本建设工程兵
中国人民解放军基本建设工程兵（简称“基建工程兵”），是1966年至1983年间的中国人民解放军陆军兵种。自1985年，原基建工程兵的交通、黄金和水电部队功能移交至中国人民武装警察部队，原部分基建功能则转至中國建築工程總公司下辖机构。

## 沿革
1960年代，随着中华人民共和国国家建设及战备工程规模扩大，基本建设任务日重，国家原先的基本建设施工队伍却存在年龄偏大、拖累繁重、机动性差等问题。
1966年2月2日，中共中央书记处开会，中华人民共和国国务院总理周恩来提议把国家13个行业的施工队伍，整编到中国人民解放军序列，认为基建工程兵，一手拿镐，一手拿枪，能工能战，劳武结合，一旦有事，好处无穷，是我们的一个创造。随后，中共中央政治局就此初步研讨。1966年2月21日，中央军委副主席叶剑英受周恩来委托，就此事到长沙向中共中央主席毛泽东汇报，提出准备在今后三、五年内将全国300万工矿企业的基建队伍中，中央所属各部委直辖的160万人在三五年内逐步整编为基建工程兵，实行义务兵役制。毛泽东听完汇报后表示：“这个办法我赞成。”1966年3月11日国家建委党组根据中央书记处的指示，向中央和军委递交了《关于施工队伍整编为基本建设工程兵试点意见的报告》。1966年3月30日，中共中央批转国家建委党组《关于施工队伍整编为基本建设工程兵试点意见的报告》，认为组建基建工程兵符合毛主席关于“军学、军农、军工、军民这几项都可以兼起来的”伟大战略部署，同意在施工队伍较多的冶金、建工、煤炭、水电等部委，建立5个基本建设工程的师一级部队，进行军事化试点。1966年7月27日，中央军委同意并转发国家建委党组《关于施工队伍整编为基本建设工程兵试点中几个问题的请示报告》。根据1966年7月27日的《请示报告》，在中国人民解放军基本建设工程兵领导机构组成前，在国家建委内部暂设“中国人民解放军基本建设工程兵整编办公室”，下设参谋处、后勤处，负责同中国人民解放军总参谋部、中国人民解放军总后勤部联系具体工作；总参谋部、总后勤部在业务上给予指导。
1966年8月1日国防部授予首批整编的基建工程兵5个支队、4个部属大队的正式番号。中华人民共和国冶金工业部、中华人民共和国煤炭工业部、中华人民共和国水利电力部、中华人民共和国化学工业部、中华人民共和国建筑工程部、中华人民共和国交通部等中央各部直属施工队伍中抽调人员，组建为首批基建工程兵部队。基建工程兵组建之后，接受国务院、中央军委双重领导，部队不用国防经费，而采用独立经济核算、自负盈亏。基建工程兵的建设方针为：“劳武结合，能工能战，以工为主。”到1966年底，从铁道兵、兰州军区、新疆生产建设兵团抽调了2419名各级干部，把基建工程兵5个支队、36个大队，总计9.78万人，正式组建落实到位：
- 第1纵队1支队：第4冶金建设公司改编，下辖1、2、3、4、5等五个大队
- 第1纵队第2支队：第9冶金建设公司改编，下辖11、12、13、14、15、16、17、18等八个大队
- 第2纵队21支队：建筑工程部第2工程局改编，下辖201、202、203、204、205、206、207、208等八个大队
- 第3纵队41支队：煤炭工业部贵州盘县指挥部改编，下辖401、402、403、404、405、406、407大队等七个大队
- 第4纵队61支队：水利电力部四川水电工程局在汶川县改编，下辖601、602、603、604等四个大队；铁道兵第5师抽调了400余名干部到新组建的第61支队担任各级领导工作。
- 纳溪县801大队：隶属化工部兵办。段成福任大队长，谢森任政委，总人数2800多。
- 851大队：隶属交通部兵办。
- 基建工程兵直属211、221大队：1966年8月1日，国家建工五局和建工七局部分单位，奉命改编。

1970年11月组建西安指挥所。73年5月基建工程兵西安指挥所所属的211团、221团，21支队所属201团、207团、208团五个团调辽阳市组建成中国人民解放军基本建设工程兵第22指挥部。1978年4月改称22支队。
1970年12月31日交通部第四公路工程局第一工程处整编为基建工程兵第852大队。
1971年9月10日为落实毛泽东"备战、备荒、为人民"的指示，加快我国铀矿资源开发，以适应国家经济建设和国防建设需要，国务院、中央军委作出《关于二机部在各省铀矿、地质队伍整编为中国人民解放军基建工程兵部队的决定》(草案)，铀矿、地质队伍整编后，“列入中国人民解放军序列，归军区建制领导”“整编工作在军区统一领导下进行”，组建了201师、203师、205师和独立第608团。
1971年12月1日基建工程兵第1支队分编出第三支队。1972年1月10日在本溪正式组建基建工程兵第三支队。一支队三大队和四大队的一个区队及一支队代管的二支队十五大队一并划归三支队。
1972年3月1O日第41支队所属的1,3,5大队调出贵州，组成基建工程兵第42支队。
1973年11月，组建了3个支队级指挥部：91指挥部、92指挥部、93指挥部。1974年5月3日正式成立，辖12个大队。
1974年10月24日，国务院、中央军委下发《关于中国人民解放军基本建设工程兵领导关系的几项暂行规定》，对基建工程兵的性质、任务、建设方针、领导机构、领导关系和军事、政治、后勤等工作，作出了八条明确的规定，史称“八条”。指出：基建工程兵是一支军事化的国家基本建设队伍，贯彻执行“劳武结合、能工能战，以工为主”的建设方针，从而使加强基建工程兵的全面建设，有了明确的依据和标准。根据这一规定，基本建设工程兵整编办公室，改为“中国人民解放军基本建设工程兵办公室”，同时接受中央军委各总部的领导；国务院有关各部要加强对所属部队的领导和管理，原国务院有关部属的第×纵队整编办公室，改称为“中国人民解放军基本建设工程兵××部办公室”，指定一名副部长负责，党政工作由基本建设工程兵办公室直接领导。1974年11月25日，国家基本建设委员会发出通知，自1974年12月1日起启用“中国人民解放军基本建设工程兵办公室”印章。1975年1月13日，国务院、中央军委任命李人林为基本建设工程兵办公室主任；萧彭、杨杰先后任第一副主任，剧同良、李子乾、王森任副主任。经谷牧副总理、国家建委党的核心小组批准，基本建设工程兵办公室下设工程、参谋、政工、后勤、秘书5个组和16个处。
- 工程组下设工程处、技术处、训练处，萧玉才为工程组副组长。
- 参谋组下设通信处、军务处、机要处，王自强为参谋组副组长。
- 政工组下设组织处、干部处、宣传处、保卫处，李世祥为政工组副组长；1977年5月16日，国务院、中央军委任命张启斌为基建工程兵办公室政工组组长。
- 后勤组下设战勤处、供应处、财务处、卫生处，李生勋、李士奎为后勤组副组长。
- 秘书组下设秘书处、管理处，郝勤先为秘书组副组长。
- 基本建设工程兵冶金工业部办公室，原冶金工业部政治部主任胡立声为办公室主任。
- 基本建没工程兵煤炭工业部办公室。煤炭工业部贾慧生副部长兼任办公室主任，韩之廉、王庭远、刘耀礼、刘宏欣任副主任。
- 基本建设工程兵石油化学工业部办公室，办公室由原化工部副部长杨业澎领导，由王炳臣具体负责。
- 基本建设工程兵水利电力部办公室，原水电部水利司负责人朱国华任基本建设工程兵水利电力部办公室主任，齐洪基、贺毅任副主任。
- 基建工程兵交通部办公室，伍坤山任办公室主任，孟东明、宁建业任副主任；交通部副部长、党组第二书记彭德清兼任基本建设工程兵交通部办公室政治委员(1979年6月任职)。
- 基本建设工程兵北京市办公室：1976年3月1日铁道兵北京地下铁道工程指挥部改编。主任黄英夫，副主任宋文海、朱志轩，副政治委员丁体仁。
- 基本建设工程兵第二机械工业部办公室：1975年7月成立，耿宏、张永堂任副主任。
- 基本建设工程兵第三机械工业部办公室，1976年3月16日正式成立。三机部副部长于辉兼任办公室主任。王工学、彭尚友、赵彦村任办公室副主任。
- 基本建设工程兵第五机械工业部办公室，1976年3月16日正式成立。邢玉斌任办公室副主任。
- 基本建设工程兵第七机械工业部办公室，1976年3月16日正式成立，七机部副部长张凡兼任办公室主任，王润立、戴伏兆、汪志敏、郝勤先任办公室副主任

1975年12月，铁道兵12师改编为6支队、铁道兵15师改编为7支队。
1975年12月18日，解放军工程建筑部队的1个师部、3个工区机关、23个团、3个独立营改编为基建工程兵5个支队： 8支队、12支队、31支队、36支队、51支队和第103、第151、第299大队。
1977年11月29日，国家建委党组向国务院、中央军委呈报《关于成立基本建设工程兵领导机构的报告》，具体提出了基本建设工程兵领导机构设置的建议；并提出基本建设工程兵在国务院、中央军委领导下，各项工作由国家建委抓总；党的关系划归中国人民解放军总政治部；党政、军事、后勤工作由中央军委各总部担任；地区性党政工作由所在军区担任；部队建设的具体政策制定、指挥、机械配备由国家建委及国务院有关部担任；干部任免和部队调动继续按国务院、中央军委批准的《关于中国人民解放军基本建设工程兵领导关系的几项暂行规定》和《关于中国人民解放军基本建设工程兵部队调动审批成绩的规定》执行，由国家建委及国务院有关部办理。
1978年1月21日，国务院办公室、中央军委办公厅将华国锋主席和中共中央批准的国家建委党组《关于成立基本建设工程兵领导机构的报告》转发给各省、自治区、直辖市革命委员会，各大军区、省军区、国务院各部委，军委各总部、各军兵种。根据中共中央、国务院、中央军委指示，1978年4月1日，基建工程兵领导机构正式成立。
1978年1月各师、团、营、连分别改称支队、大队、区队、中队。
1978年3月，组建了4个支队：43、44、81、82支队。
1978年5月，组建了1个支队：25支队
基本建设工程兵民航总局办公室于1978年5月撤销；
1978年8月，组建了3个支队：9支队、62支队、63支队。
基本建设工程兵第五机械工业部办公室于1978年10月撤销。
1978年10月28日，经华国锋主席和中共中央批准，国务院、中央军委批复：任命李人林为基本建设工程兵主任；张孔修为基本建设工程兵副主任兼指挥部参谋长；王森为基本建设工程兵副主任兼工程部部长；杨杰任基本建设工程兵副政治委员。1979年3月，任命谷牧兼任基本建设工程兵政治委员。黎原、朱光、黎光先后任基本建设工程兵副主任和副政治委员。
1979年3月，组建了3个支队：51支队、52支队、53支队。
1979年9月，组建了1个支队：青藏公路指挥所（83年11月改称11支队）
截至1979年底，基建工程兵辖10个军级或者相当于军级建制的指挥部、32个师级或者相当于师级建制的支队、5家技术学校、150余个大队或者团，总人数最多的时候近50万人。其中，各个军级或者相当于军级建制的指挥部由基建工程兵领导机构与国务院有关部委双重领导，各指挥部下设师级或者相当于师级建制的支队与团级的大队。
基建工程兵曾在中华人民共和国25个省、自治区、直辖市工作，先后完成国家大中型建设项目及重点单项工程130余项；探明许多铀矿和黄金矿；在首都北京市的建设中完成北京地铁、首都机场、毛主席纪念堂、北京二环路、公共建筑及住宅建设等工程；完成华北、东北、西北、西南等地220多万平方公里的水文地质普查；修筑和改造了青海、新疆、四川、陕西等地的33条战备公路共2300公里，桥梁260座；参与唐山大地震救灾，唐山大地震发生后连夜开赴灾区，出动汽车500多辆、人员1.4万、医疗队28个；成建制调部队参加深圳经济特区建设。
1980年7月，大队改称团，区队、中队分别改称营、连。
1980年8月15日，中共中央批转中央军委精简整编军队方案。1982年1月，中国人民解放军总参谋长杨得志传达了中央军委关于撤销基建工程兵的指示。1982年2月10日，基建工程兵党委形成了《关于贯彻军委撤销基建工程兵指示的情况报告》，并上报中央军委。1982年8月，国务院、中央军委《关于撤销基建工程兵的决定》（〔1982〕23号文件）下发，基建工程兵部队按照系统对口集体转业。1983年9月不少部队已撤改，集体转业。1982年12月，国务院、中央军委批转基建工程兵撤销工作领导小组上报的《关于撤销基建工程兵的实施方案》。1983年1月12日，万里、杨尚昆等领导接见基建工程兵党委扩大会全体人员。1983年11月，基建工程兵领导机关撤销。截至1983年底，基建工程兵部队总共撤改移交干部、战士31.47万人。交通部队2.3万人不在两年基本撤完范围内；黄金部队有1万人推迟至1984年上半年撤改。
中国建筑工程总公司 、北京城建集团、深圳建设集团等单位的全部或部分就是由基建工程兵各部队集体转业后演变而成。

## 历任领导

### 整编机构领导
国家建委基建工程兵整编办公室（1966年7月5日—1973年10月24日）
- 负责人：
  - 鲁开天、刘青林（均为1966年7月5日任）[3]
  - 孙明、萧彭（均为1970年7月17日任）[3]
  - 严宗三（1973年任）[3]
- 副主任：
  - 剧同良、李子乾（以上两人为1973年7月25日任）[3]

基本建设工程兵办公室（1973年10月24日—1978年1月21日）
- 主任：李人林（1974年1月13日任）[3]
- 第一副主任：
  - 萧彭（1974年11月20日任）[3]
  - 杨杰（1977年5月16日任）[3]
- 副主任：剧同良、李子乾（以上两人为1974年7月15日任）、王森（1974年8月28日任）[3]

### 中国人民解放军基本建设工程兵领导
| 主任 - 李人林（1978年10月28日—1983年11月） | 政治委员 - 谷牧（1979年3月22日—1983年11月，兼任） |

| 副主任 - 张孔修（1978年10月28日—1983年11月） - 王森（1978年10月28日—1983年11月） - 黎原（1978年12月28日—1983年11月） - 朱光（1980年1月30日—1983年11月） | 副政治委员 - 杨杰（1978年10月28日—1983年11月） - 黎光（1979年4月12日—1983年11月） |

| 指挥部参谋长 - 张孔修（1978年10月28日—1983年11月，副主任兼） 指挥部副参谋长 - 张健民（？—1983年11月） - 剧同良（？—1983年11月） - 徐馨来（？—1983年11月） - 李子乾（？—1983年11月） | 政治部主任 - 夏夔（1980年4月9日—1983年11月） 政治部副主任 - 夏夔（1979年1月20日—1980年4月9日） - 张启斌（？—1983年11月） - 蔡元农（？—1983年11月） |

| 后勤部部长 - 周力（1980年4月9日—1983年11月） 后勤部副部长 - 周力（？—1980年4月） - 剧同良（1978年—？） - 杨震东（1980年—1983年11月） - 朱保江（？—1983年11月） 后勤部政治委员 - 丁铁石（1980年4月9日—1983年11月） | 工程部部长 （1980年5月10日工程部并入指挥部） - 王森（1978年10月28日—1980年5月10日） 工程部副部长 - 李子乾（1978年—？） - 朱保江（？—？） - 徐馨来（？—？） |

### 中国人民解放军基本建设工程兵党委
1978年6月21日，经中共中央、中央军委批准，由李人林、张孔修、杨杰、王森、剧同良、李子乾、张启斌、冉文彬、黄英夫、伍坤山、齐洪基、韩之廉、耿宏13人组成中国共产党基本建设工程兵临时委员会；李人林、张孔修、杨杰、王森任临时党委常务委员，李人林任书记。1979年3月22日，谷牧兼临时党委第一书记。1979年4月10日，增补黎原为临时党委常委、副书记，夏夔为党委委员、常委；1979年7月17日增补黎光为临时党委委员、常委。
经中共中央、中央军委批准，1981年3月16日中国人民解放军总政治部批复：谷牧、李人林、黎原、黎光、朱光、张孔修、杨杰、王森、夏夔、丁铁石、张健民、徐馨来、李子乾、剧同良、蔡元农、张启斌、周力、陈光兴、安以文、黄英夫、李庆寿、石豁、杨家祥、伍坤山、王工学、冉文彬、齐洪基、张永堂、张文秀、刘炬、白臻瑞、王长德等32人组成中国共产党基本建设工程兵第一届委员会。由谷牧、李人林、黎原、黎光、朱光、张孔修、杨杰、王森、夏夔、丁铁石等10人组成第一届常务委员会，谷牧任党委第一书记，李人林任党委书记，黎原、黎光、朱光任党委副书记。杨杰任党委纪律检查委员会书记，王工学任党委纪律检查委员会副书记。1981年9月4日，增补蔡元农为党委纪律检查委员会副书记；1981年7月4日，任命姚铁为党委纪律检查委员会专职委员。

### 撤销及善后机构领导
基建工程兵撤销工作领导小组（1982年8月19日—1983年11月11日）
- 组长：国务院副总理、基建工程兵政治委员谷牧[3]
- 副组长：基建工程兵主任李人林、总政治部副主任颜金生、总后勤部副部长胥光义、总参谋长助理徐信[3]
- 成员：基建工程兵副政委黎光、国家经委副主任彭敏、劳动人事部副部长何光、中国人民建设银行副行长赵玉琢等
- 经常出席领导小组会议的国务院有关部委领导：水利电力部副部长李鹏、城乡建设环境保护部副部长谢北一、地质矿产部副部长朱训、冶金工业部副部长林华、煤炭工业部副部长刘辉、核工业部副部长赵宏、航天工业部副部长宋健、化学工业部原副部长刘子廉、交通部副部长王展意，北京市副市长赵鹏飞、张百发及国家经委马仪、国家经委基建办公室副主任李云洁、劳动人事部计划劳力局副局长邢赞勋、总参谋部军务部副部长李少亭、基建工程兵副主任朱光等。

| 基建工程兵善后工作领导小组（1983年11月11日—1985年1月14日） （1983年11月11日，国务院、中央军委下发《国务院、中央军委关于成立基建工程兵善后工作领导小组问题的通知》，决定撤销基建工程兵领导机关，成立基建工程兵善后工作领导小组。） - 组长：黎光（1983年11月11日—1985年1月14日） - 副组长：朱光（1983年11月11日—1985年1月14日） - 成员：黎光、朱光、张孔修、王森、张启斌、丁铁石、王工学（以上为1983年11月11日任）、黎原（1984年1月31日总政治部批准黎原为基建工程兵善后工作领导小组成员、临时党委委员） | 中共基建工程兵善后工作领导小组临时委员会（1983年12月—1985年1月14日） - 书记：黎光（1983年12月—1985年1月14日） - 副书记：朱光（1983年12月—1985年1月14日） - 成员：黎光、朱光、张孔修、王森、张启斌、丁铁石、王工学（以上为1983年12月任）、黎原（1984年1月31日总政治部批准黎原为基建工程兵善后工作领导小组成员、临时党委委员） |

| 基建工程兵善后工作办公室（1985年1月14日—1986年7月） （1985年1月14日，国务院、中央军委决定撤销基建工程兵善后工作领导小组和临时党委。经总政治部批准，成立基建工程兵善后工作办公室和临时党委，归属总政治部领导。1986年7月，总政治部决定，撤销基建工程兵善后工作办公室和临时党委，未完成的善后工作由总政治部直属工作部处理。） - 主任：黎光（1985年4月1日—1986年7月） - 副主任：王工学（1985年4月1日—1986年7月） - 成员：黎光、王工学、张启斌、剧同良（均为1985年4月1日—1986年7月） | 中共基建工程兵善后工作办公室临时委员会（1985年1月14日—1986年7月） - 书记：黎光（1985年4月1日—1986年7月） - 成员：黎光、王工学、张启斌、剧同良（均为1985年4月1日—1986年7月） |

## 各部队

### 基本建设工程兵建工部队
辖21、22支队，第1技校。由国家建委领导。集体转业为中建七局、中建八局。
前身为中华人民共和国建筑工程部二局。建工二局前身为1955年2月5日在沈阳成立的建工部东北工程局二公司五处。1956年2月迁到葫芦岛施工。1957年4月扩建为东北工程局第五工程公司。1958年8月下方地位，改为辽宁省第五工程公司。1960年9月辽宁省委和省建设厅决定：辽宁第三工程公司（1919人）和辽宁第五工程公司（5030人）合并为新的辽宁第三工程公司（6949人）。1960年10月上收为建工部渤海工程局，由建工部机械施工总局代管。1964年改为建工部直接领导。1965年2月，建工部渤海工程局主体3200人迁重庆，留葫芦岛的渤海工程局四处后改建为建工部六局一公司。1965年7月13日，根据国务院[65]国基字272号文件决定，于7月17日把建工部渤海工程局和重庆周围的建工部直属施工队伍2万多人组建建工部第二工程局。
1966年8月1日，根据国防部[66]军令字第56号命令，建工部二局整编为中国人民解放军基本建设工程兵第21支队，所属各公司编为各大队（团级）；驻西安的建工部五局一公司4200人整编为基建工程兵第211大队；驻兰州的建工部七局四公司2700人整编为基建工程兵第221大队；驻四川渡口市的交通部第四工程局四处整编为基建工程兵第851大队（归交通部领导）。1970年11月18日，国务院、中央军委批复中共国家建委核心小组，为了统一领导驻陕地区的基建工程兵部队，同意在西安组建中国人民解放军基本建设工程兵西安指挥所（师级），部队施工任务由国家建委指挥调度。1971年1月1日开始对基建工程兵211大队、221大队、851大队实施领导。1971年10月19日国家建委把驻山西文水县的建工部一局第35土石方大队调归西安指挥所建制，1975年5月该大队整编入伍并入207大队。1973年5月14日，西安指挥所奉命改编为基建工程兵第22指挥部；第21支队奉命把所属201大队、207大队、208大队（大队机关和2、3区队）调归第22指挥部建制；851大队划归交通部兵办。1978年4月2日，基建工程兵22指挥部改称第22支队。1978年11月18日，第22支队从各大队抽调部分干部战士组建212大队。
1982年12月15日，国务院、中央军委以[1982]40号文件批转城乡建设环境保护部、基本建设工程兵《关于基本建设工程兵两个直属支队和第一技校改编移交城乡建设环境保护部的请示》的通知。第21支队改编为中国建筑第七工程局，下设6个公司，定员1.4万人；1983年9月23日在河南南阳举行集体转业改编大会，局机关驻南阳。206团、202团、203团、204团、205团、209团分别改编为中建七局一、二、三、四、五公司和安装公司，分别驻平顶山、芜湖、福州、南阳、宜昌、南阳。第22支队改编为中国建筑第八工程局，下设6个公司，定员1.5万人；1983年9月19日在济南举行集体转业改编大会，局机关驻济南。201团、221团、211团、212团、207团、208团分别改编为中建八局一、二、三、四公司、机械化施工公司和安装公司，分别驻济南、济南、南京、徐州后迁东营、南京、南京。

### 基本建设工程兵冶金指挥部
第1、2、3、8支队,第2技校。1979年9月中央军委任命安以文、牛利民为指挥部副主任，鲍洪光、冀先民为副政治委员；1980年7月任命安以文为指挥部主任，任命冶金工业部副部长、党组副书记叶志强兼任基本建设工程兵冶金指挥部政治委员，任命陈光兴任指挥部第二政治委员。指挥部下设司令部、政治部、后勤部，方如玉任参谋长，冀先民兼任政治部主任，傅振荣任后勤部副部长。
第8支队
1975年12月18日，国务院、中央军委国发（75）198号文件决定：军委工程兵第2工区改为基建工程兵第8支队，所属第116团改为72大队，第142团改为73大队，由铁道部管理。第107团留在军委工程兵。
1976年3月10日，基建工程兵办公室（76）建军参字第49号文件通知，授予基建工程兵第8支队，代号为中国人民解放军建字960部队，部队驻地在山西临汾市。根据国务院、中央军委（1976）48号文件批示，第8支队于1976年7月5日正式办理移交，隶属基建工程兵冶金指挥部领导。
1978年2月至4月间，基建工程兵第8支队及其所属部队，相继进驻安徽省马鞍山市，担负马鞍山钢铁公司基建施工任务。是年六月，基建工程兵第8支队代号改为中国人民解放军00089部队。
1979年3月，根据国务院、中央军委决定，基建工程兵第8支队及72大队调归军委工程兵，恢复第2工区建制。
1979年4月10日，国务院、中央军委国发（1979）104号文件批复，重新组建基建工程兵第8支队，仍驻安徽省马鞍山市。其所需兵员从所属部队定员调整。续由南京军区代管。是年5月至6月间，组建第71大队、74大队，同时组建支队教导队和医院，10月接受第206大队。
1980年8月1日，基建工程兵第8支队所属第73大队、71大队、74大队、206大队番号改为73团、71团、74团、206团。根据基建工程兵精简整编的部署，1981年6月，将71团、74团机关撤销，部队压缩成两个营。同时，撤销支队医院，缩编为支队门诊部。是年下半年，对支队部队人员进行分流安置。1982年2月下旬，基建工程兵第8支队机关完全撤销，部队并入基建工程兵第2支队。1983年，部队集体转业马鞍山钢铁公司。

### 基本建设工程兵北京指挥部
辖6、7、9支队,第4技校。根据国务院、中央军委1978年10月13日《关于在冶金等部设立基建工程兵指挥机构的批复》，北京市设立基本建设工程兵北京市指挥部。黄英夫任指挥部主任，王子旗、宋文海、董文兴任指挥部副主任；丁体仁、冉文彬为指挥部副政治委员；1980年7月30日中央军委任命中共北京市委书记赵鹏飞兼任基本建设工程兵北京市指挥部政治委员；1981年12月24日，中央军委任命胡立声为指挥部第二政治委员。指挥部设司令部、政治部、后勤部。贾淮舟任参谋长，刘训录任政治部主任，朱志轩任后勤部部长，张锐任后勤部政治委员。集体转业为北京市城建集团。

### 基建工程兵交通指挥部
第11、12支队（军委工程兵第4工区）。

### 基建工程兵二机指挥部
辖25、26、27、28支队。1979年9月任命张永堂、杨火星、郭全政任指挥部副主任，耿宏、王飞任副政治委员；1980年7月任命第二机械工业部副部长、党组副书记牛书申兼任基本建设工程兵二机指挥部政治委员，1981年2月任命张永堂任二机指挥部主任。指挥部设司令部、政治部、后勤部，郭全政兼任参谋长，王飞兼任政治部主任(后黄骏)，杨火星兼任后勤部部长。

### 基建工程兵三机指挥部
31支队，除1个大队转业到江苏省常州，其余全部转业到深圳市。

### 基建工程兵七机指挥部
36支队

### 基本建设工程兵煤炭指挥部
辖41、42、43、44支队,第3技校。李庆寿任指挥部主任，韩之廉、刘森为指挥部副主任，刘耀礼为指挥部副政治委员；1980年7月30日，中央军委任命煤炭工业部副部长、党组副书记王新三兼任基本建设工程兵煤炭指挥部政治委员。指挥部下设司令部、政治部、后勤部，刘宏欣任参谋长，俞光军任政治部主任，王庭远任后勤部部长。

### 基建工程兵五机指挥部
51支队
1975年8月，中央军委、国务院命令，军委工程兵第三工区机关大部分干部战士与徐州的工程兵军政干部学校合并，组建工程兵学院(正军级)；同时宣布工区领导班子中的工区副主任王振祥、副政委张守熙、司令部参谋长贾金岭、政治部副主任董秀梅、后勤部副部长李福森及机关50多名干部战士留下，由张守熙牵头组成临时党委，下属工程兵建筑第182团、工程兵建筑第132团等2个团归属不变。1976年3月底，中央军委、国务院命令，组建基建工程兵第51支队(正师级)，副政委张守熙为党委书记，主持工作；王振祥为副支队长，党委副书记；参谋长贾金岭；政治部副主任董秀梅；后勤部副部长李副森。工程兵建筑第132团、工程兵建筑第182团和工程兵建筑第54师下属的工程兵建筑第183团改为501大队、502大队、改为503大队。营、连分别改为区队、中队，排编制不变。总兵力16000多人。代号建字89X系列部队。隶属国家第五机械工业部兵办。主要任务为五机部所属的军工企业的土建工程。1978年3月，501大队改隶军委工程兵。基建工程兵第51支队对外代号为00519部队，基建工程兵第502大队对外代号为00512部队，基建工程兵第503大队对外代号为00513部队。1978年10月，支队机关移防至在襄樊市新建营区。
1979年初，中央军委、国务院联合给国家建委、冶金部、基建工程兵下达了指示，为了加强黄金地质普查、勘探、开采工作，迅速发展黄金生产，同意成立中国人民解放军基建工程兵黄金指挥部(正军级)，扩编基建工程兵第51支队(正师级)，整编建立基建工程兵第52支队、53支队(正师级)。

### 基本建设工程兵黄金指挥部
1979年3月7日国务院、中央军委给国家建委、冶金部、基建工程兵《关于成立基本建设工程兵黄金指挥部的批复》，为了加强黄金地质普查、勘探、开采工作，迅速发展黄金生产，同意成立中国人民解放军基建工程兵黄金指挥部(正军级)。同时，扩编基本建设工程兵第51支队，整编建立第52、第53支队，第5技校，总定员为X.XX万余人，新增定员Y.YY万余人。石豁为指挥部主任，冶金工业部副部长、党组成员李非平兼任政治委员，王明宣、段丁波、余忠为指挥部副主任，崔德顺、陈刚为副政治委员。贾倜为代参谋长，崔德顺兼任政治部主任，黄玉珩为后勤部部长。
第51支队
基本建设工程兵政治部干部部选派基建工程兵第6支队副政委罗景隆、已批准穿上军装的黑龙江省冶金局党委书记李福增任支队副政委。已批准穿上军装的黑龙江省地质局长曹乃夫任副支队长兼总工程师。原502大队长韩瑞国提拔为司令部参谋长。原司令部参谋长贾金岭提拔为副支队长。支队长贾倜(原基建工程兵第21支队支队长)，张守熙仍为党委书记，主持工作。对基建工程兵第502大队、503大队和黑龙江省冶金局所属的704、705地质大队扩编到6个团；另一方面派精兵强干赶赴黑龙江省、河北省、湖北省把2000多名新兵集结到湖北省谷城县一个军工厂进行强化军事训练，还强化地质常识的学习，做到岗前练兵。1979年3月，支队机关移防至黑龙江省哈尔滨市，暂住省民航局，政治部和后勤部暂住省冶金局，支队营区选址在动力区省交警大队考场对面的一片丘陵上。基建工程兵第502大队移防至黑龙江省阿城县原黑龙江农业大学校内，基建工程兵第503大队移防至黑龙江省加格达奇地区，基建工程兵第504大队移防至内蒙古自治区牙克石市，基建工程兵第505大队移防至黑龙江省林口县，基建工程兵第506大队移防至哈尔滨市郊新华公社，基建工程兵第507大队移防至黑龙江省阿城县双丰公社。1979年6月上旬开赴黑龙江各地。
- 502大队长沈光映，政委孙忠忱，司令部参谋长杜广模，政治处主任乔立荣，后勤处长于广平
- 503大队长张福海，政委范清晨，司令部参谋长熊德雨，政治处主任李景才，后勤处长于相才
- 504大队长赵庭金，政委李甲章，司令部参谋长王琨，政治处主任李洪才，后勤处长周传喜
- 505大队长魏孝禹，政委侯立成，司令部参谋长薛成喜，政治处主任祝庆海，后勤处长孙隆业
- 506大队长曹子新，政委郑尊贤，司令部参谋长陈沛恒，政治处主任刘玉章，后勤处长周永新
- 507大队长刘洪举，政委苏继传，司令部参谋长徐昌林，政治处主任韩书记，后勤处长张兰明

第52支队
1979年6月下旬，调第51支队副政委张守熙、政治部主任董秀梅、后勤部长顾仁亭到河北省廊坊市筹建基建工程兵第52支队。支队长耿万富，政委张守熙，副支队长刘汉文、苗宪增、马俊江，副政委佟文海、周其士，司令部参谋长郝德昌，政治部主任董秀梅，后勤部长顾仁亭。支队对外代号为00529部队。下属5个大队以中国黄金公司驻河北省的地质6、7队为基础，整编基建工程兵第508大队（驻河北省遵化县代号00522部队）、509大队（驻河北省沙河县，代号为00523部队）；以山东省烟台地区黄金地质队和昌潍地区冶金地质队为基础，整编为基建工程兵第510大队（驻山东省烟台市，代号为00524部队）；以内蒙古冶金地质五队为基础，整编为基建工程兵第511大队（驻内蒙古自治区呼和浩特，代号为00525部队）；将基建工程兵第2支队所属第11大队划归52支队建制，驻山东省掖县对外代号为00521部队。
基建工程兵第5技术学校
中央军委、国务院于1981年10月批准，组建基建工程兵第5技术学校(正师级)，开办地质、测量两个专业，学制两年，校址原基建工程兵第51支队机关驻地—湖北省襄樊市。校长朱再胜，副校长王营才，政委张守熙，顾问纪庆祥，训练部副部长张玉祺，政治部主任董秀梅，副主任段续和孟广俊，校务部长顾仁亭。通过语文、数学、政治三门课目的闭卷考试，1982年2月15日，学校从下面各支队招收的198名学员如期开课。

### 基本建设工程兵水电指挥部
61、62、63支队。邹林光任指挥部副主任，冀先民、齐洪基、许松茂任副政治委员。指挥部下设司令部、政治部、后勤部。贺毅任参谋长，刘海江任政治部主任，刘青林任后勤部部长。1980年7月30日，中央军委任命电力工业部副部长李锐兼任政治委员。

### 基本建设工程兵石油化工指挥部
1966年8月1日基本建设工程兵第一批部队组建时，在四川泸州地区纳溪县的化工部第七化建公司符合征兵条件技术人员和工人“工改兵”，成立化工部基建工程兵801大队。进驻湖北宜昌市应城县，建设湖北化工厂。
1974年初化工部第三化建公司选调一批工程技术人员“工改兵”充实801大队；同时801大队分出部分连队到湖北枝江承担国家引进骨干项目湖北化肥厂（从美国、荷兰引进年产合成氨30万吨、尿素48万吨）建设任务。
1977年初801大队分出部分兵力组建802大队赴辽宁锦州古塔区建设锦州第六炼油厂，小部驻锦西化工厂。
1978年3月以801大队、802大队为基础分别组建两个师级的81支队（驻钟祥胡集，支队长乔善田，政委杨清泉）、82支队（驻大庆，支队长盖农春，韩忠任、吕永杰任副政委），分别建设湖北化肥厂、大庆化肥厂。
1983年集体转业时，独立第801团、独立第820团、81支队、82支队分别改编为第十四化建公司、第十五化建公司、第十六化建公司、大庆石油管理局大庆油田建设公司。 
1978年10月，撤销基本建设工程兵石油化学工业部办公室，分别成立基本建设工程兵石油工业部办公室和基本建设工程兵化学工业部办公室，由石油工业部副部长黄凯兼任领导，王勇德具体负责；基建工程兵化学工业部办公室由化工部副部长杨业澎兼任领导，王炳臣具体负责。为了加强对担负石油、化工施工任务的基本建设工程兵部队的领导，
1979年8月8日，国务院、中央军委批准基本建设工程兵的报告，同意撤销基本建设工程兵石油工业部办公室和基本建设工程兵化学工业部办公室，成立基本建设工程兵石油化工指挥部，为军级单位。
1980年1月15日，基本建设工程兵石油化工指挥部正式成立。
1980年7月30日，中央军委任命化学工业部副部长刘子廉为基本建设工程兵石油化工指挥部主任，石油工业部副部长张兆美兼任政治委员；王炳臣、孙志杰、吴子钧为指挥部副主任；张文秀为副政治委员；萧玉才为参谋长，王永德为副参谋长；赵志任政治部副主任，潘国英、索振海任后勤部副部长。
1980年9月，805团划归交通部建制，调青海格尔木执行任务。
1981年基建工程兵部队进行精简，撤销81支队部和803团。
1983年初，第82支队及所属第811、812、813团在大庆油田集体转业，大部分人员就地集体转业到大庆石油管理局大庆油田建设公司和其他单位。第801、第804团就地集体转业,分别改编为化学工业部直属的两个化工建设公司,即驻湖北省孝感市的第十四化工建设公司和驻湖北省宜昌市第十五化工建设公司,承担化工重点建设项目的施工任务。
1983年11月1日撤销基建工程兵石油化工指挥部的番号。第802团划归第31支队建制，由团长张立帆、政委梁军率领调往深圳，改编为深圳市机电设备安装公司（现为深圳市建安集团股份有限公司）。在湖北省就先后完成了年产40万米胶带的中南橡胶厂、荆门炼油厂250万吨常减压装置、荆门炼油厂60万吨加氢裂解装置、年产1万吨的武汉毛纺厂纺纱工程以及大悟磷矿等多个化工项目。

### 基本建设工程兵水文指挥部
91、92、93支队。1978年6月26日，国务院、中央军委批复成立基本建设工程兵水文地质指挥部。彭合朋、赵魁位任副主任，刘矩任副政治委员；1980年8月，中央军委任命地质部副部长、党组成员李轩兼任基本建设工程兵水文地质指挥部政治委员。指挥部下设司令部、政治部、后勤部，马守德任参谋长，邱文任政治部主任(代)，刘兴水任后勤部副部长。

### 基本建设工程兵通信指挥部
总参通信部通信工程指挥部1965年成立。参谋长、副主任李锦华。副主任张志廉。政治部主任、副政委、政委萧春才。参谋长宋同祥。编通信工程团、营。由线路工程分队、水线敷设分队、有线电与无线电设备安装分队、土建机械分队等组成。
1969年1月下旬发生罕见寒流，全国一半以上地区的有线电通信瘫痪。1969年1月29日周恩来总理与李先念副总理等中央领导紧急召集听取邮电部、铁道部和中央气象局、军委通信兵领导、专家了解情况、商讨对策，指出“要赶快改变落后面貌，应该搞我们自己的气象卫星”“在我们的卫星没有出来以前，要想办法接收国外卫星传递的气象情报”的指示。周恩来总理听到全国有线电通信网的现状和问题时，指出“通信兵也好，邮电部也好，四机部也好，在有线电通信上都是落后的，必须尽快解决”。并原则决定，在五年内建设四万公里的地下电缆网，彻底改变有线电通信十分落后被动的局面。1969年10月19日邮电部申光副部长，和通信兵正在邮电部工作的江伟文处长，军委通信兵周世忠主任、黄文明政委，还有国家部委和军队多个部门的领导和专家在人民大会堂福建厅向周恩来总理做第三次专题汇报，主要是研究已成型的地下电缆建设总体规划。10月24日，周恩来总理签署了国家和军队《关于地下电缆网建设规划》。从此，以地下电缆为主，加上微波等配套的国家和军队新一代通信网络建设，在全国大规模展开，逐步取代了架空明线的有线电通信网，直至90年代中后期地下电缆通信网逐步被光缆网所取代。
1979年2月1日国务院、中央军委批复，通信工程指挥部受基本建设工程兵和新华通讯社双重领导。杨家祥任主任，新华通讯社副社长、党组副书记穆青兼任政治委员；王吉贤为指挥部副主任，王毅之为指挥部副政治委员兼政治部主任。何献成、陈吉梦、李枫任副参谋长，张乐天、梁备昌任后勤部副部长。
1983年兵部及所属各个团交总参通信部领导管理。
总参通信工程设计研究院，通信工程甲级勘察设计单位。